# معماری پایدار در محیط زیست
درطول یک قرن گذشته تجربه‌ها دستاوردها و تحولات باارزشی در معماری و در عرصهٔ محیط زیست ما رخ داده‌است که البته مشکلات عدیده ایی به وجود آورده‌است. می‌توان گفت درآغاز قرن ۲۱ میلادی وضعیت جهان به یک توسعهٔ ناپایدار رسیده‌است؛ که از مشخصه‌های آن رشد جمعیت افزایش مصرف و توزیع نامتعادل منابع دانست. همچنین رشد جمعیت ضررهای بسیاری بر محیط طبیعی بر جا گذاشته‌است که در زمان ما منجربه تغییرات آب وهوایی حفره در لایهٔ ازن نابودی گونه‌ها و سکونت گاه‌های طبیعی گردیده‌است که نتیجهٔ ان باعث تغییر دیدگاه انسان نسبت به طبیعت می‌باشد در پی این تغییر و تحول‌ها مفهومی به عنوان توسعهٔ پایدار پا به عرصهٔ وجود گذاشت و تعامل محیط ومعماری و تأثیر دوسویهٔ آن‌ها بر یکدیگر به عنوان توسعهٔ پایدار وارد معماری شد و از آنجا معماری پایدار مورد توجه صاحبنظران قرار گرفت. مسائل محیطی را می‌توان حوزه ایی دانست که توسعهٔ پایدار روی آن تأکید دارد. معماران را می‌توان از عوامل تأثیرگذار بر این حوزه دانست زیرا آن‌ها بصورت‌های مختلف مسئول ۷۵٪تغییر آب وهوا هستند. با این تفاسیر معمار می‌توتند با نگاهی تازه نسبت به طبیعت تغیرات مهمی را در این حوزه ایجاد کند البته در طول ده‌های گذشته راهکارهای مفیدی توسط معماران برای حل بحران‌ها ارائه شده‌است اما همچنان مشکلاتی در سر راه معماری پایدار وجود دارد. واژهٔ پایداری دارای معانی مختلفی بوده‌است امادر معماری این لغت کاملاً مشخص نبوده‌است و تعریف روشنی را ندارد پایداری بیشتر مسئلهٔ حفظ طبیعت و زمین را هدف قرار می‌دهد.
توسعهٔ پایدار یک ایده و اصطلاح گسترده ایست که معانی متفاوتی دارد واکنش‌های مختلف را برمی‌انگیزد. مفهوم توسعهٔ پایدار تلاشی برای ترکیب مفاهیم در حال رشد حوزه ایی از موضوعات محیطی با موضوعات اجتماعی اقتصادی می‌باشد. مفهوم توسعهٔ پایدار را می‌توان تغییر در فهم رابطهٔ انسان و طبیعت و انسان‌ها با یکدیگر دانست. این مسئله در تضاد کامل با دیدگاه‌های دو قرن گذشتهٔ انسان است. در دو قرن گذشته محیط یک موضوع خارجی وجدا نسبت به انسان‌ها تلقی شده‌است در این دیدگاه رابطهٔ انسان و محیط را می‌توان بر این باور دانست که انسان باید با غلبهٔ کامل بر طبیعت زندگی کند و باور بر این بوده‌است که انسان می‌باید باقوهٔ تفکر و دانش خود بر تمام موانع محیطی فایق آید و برای خود در طبیعت حکمرانی کند. همچنین این دیدگاه با تأثیراتی برتوسعهٔ سرمایه‌داری و انقلاب صنعتی علم مدرن ادامه یافت. همین‌طور که بیکن یکی از پایه‌گذاران علم مدرن آن مطرح می‌کند و بر این باور است که ((جهان برای بشر نه بشر برای جهان))(فلامکی ۳۰۰–۱۳۸۱)بشر یاید با برنامه‌ریزی و مدیریت بر منابع طبیعی استفاده از این سرمایه را طولانی و دراز مدت کند. علم اقتصاد از علومی است که بر موضوع ارتباط انسان و رشد اقتصادی حاکم است و علم اقتصاد را می‌توان کلیدی دانست برای وجود رفاه در زندگی انسان و از طریق رشد اقتصادی فقر و تهید ستی می‌توان ازبین برد.
حساسیت واژهٔ توسعه را می‌توان بعد از کنفرانس سازمان ملل با عنوان توسعهٔ محیط دانست که در پشت این واژه مفاهیمی پنهان است که از یک طرف می‌توان آن را به عنوان تلاشی در جهت حل مسائل محیطی و علوم طبیعی اکولوژی ونگرانی دربارهٔ حفاظت طبیعت و از دیگر سو مشکلات فقر و بحران اقتصادی جهان سوم دانست. توسعه پایدار که توسط اتحادیهٔ بین‌المللی برای حفظ طبیعت در سال ۱۹۸۰ میلادی تشکیل گردید مطرح شد‘ چالش این اتحادیه که استراتژی حفاظت جهان است ازلحاظ تئوری کمک شایانی به توسعه پایدار کرد. در سال ۱۹۸۷ میلادی کمیته جهانی توسعه محیط به نام (آینده مشترک ما) را گزارش کرد‘که حاکی از تعریف جامعی از توسعه پایدار است:بشریت توانایی توسعه پایداری را دارد تا تضمین کند که نیازهای حال را بدون به خطر افتادن توانایی نسل‌های آِینده برای تأمین نیازهایشان فراهم نمایند. برخی دیگر از صاحب نظران پایداری را نوعی نگرش به آینده می‌دانند که در واقع نقشهٔ مسیری می‌بل شد که بر روی مجموعه ایی از ارزش‌ها و اصول اخلاقی و معنوی متمرکزاست. توسعهٔ پایدار یک حالت ثابت از هماهنگی را ندارد‘ بلکه دارای یک فرایند تغییر در چیزی است که استخراج از معادن جهت سرمایه‌گذاری و راهبردی توسعهٔ تکنولوژی و تغییر نهادی را سازگار با نیازهای آتی همانند نیازهای امروز می‌سازد. توسعهٔ پایدار را با دو عامل تعیین‌کننده می‌توان شناخت:
1. مفهوم نیازهای اولیه چون غذا و لباس که با این عوامل می‌توان شرایط زندگی اولیه را فراهم کرد.
2. مفهوم سازگاری تقاضای منابع فناوری و سازماندهی اجتماعی با توانایی محیط برای تأمین نیازهای آینده را می‌پذیرد.

دیدگاه‌های مختلف برای زندگی پایدار چالش معماری پایدار در ارتباط با ایجاد یک راه جامع برای دستاوردهای محیطی و در عین حال برای بدست آوردن سطح کیفیت زندگی و ارزش‌های فرهنگی اقتصادی اجتماعی می‌باشد.